# Edward Craven Walker
Edward Craven Walker (Singapura, 4 de julho de 1918 – Londres, 15 de agosto de 2000) foi o inventor da lâmpada psicodélica/psicadélica «Astro», conhecida em 1963 como a lâmpada de lava.

## Registo de Guerra
Craven foi piloto da Segunda Guerra Mundial, que pilotava o mosquito de DeHavilland sobre a Alemanha para tirar fotos, em um avião desarmado. Conheceu a sua primeira mulher, Marjorie Bevan Jones, numa base aérea onde se encontrava com a WAAF. Craven continuou a voar depois da guerra.

## A criação da lâmpada «Astro»

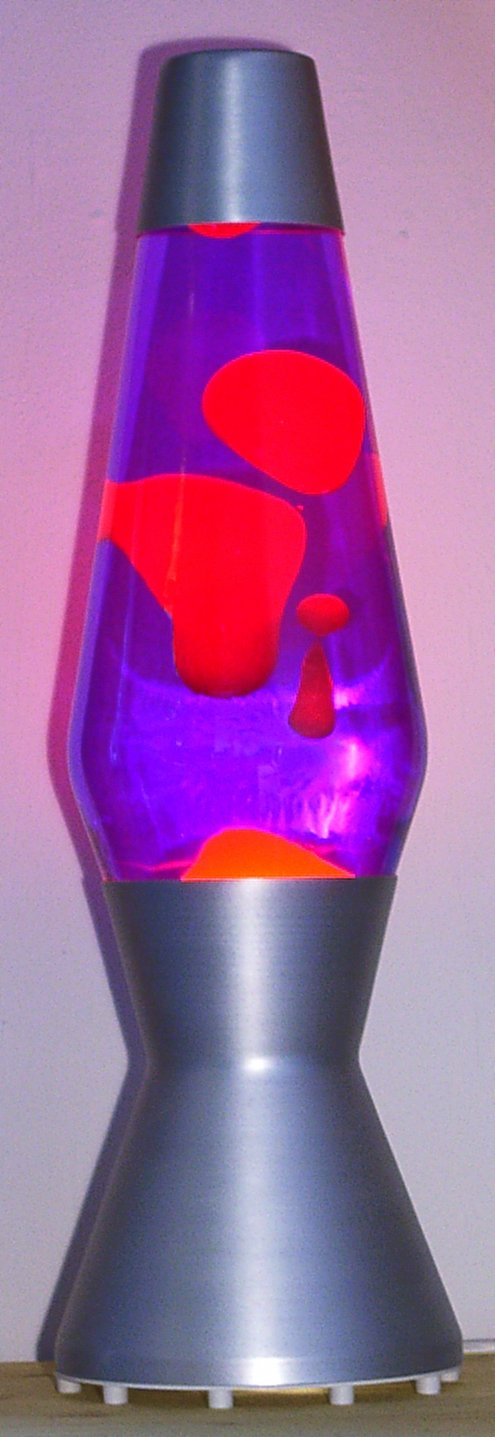
A lâmpada de lava Astro

Após a guerra, Craven desenvolveu uma ideia que viu num bar do país situado em Dorset, Inglaterra. O bar tinha uma engenhoca criada por um cliente habitual, Alfred Dunnett, que tinha desde que partiu, um dispositivo único que utilizava dois líquidos imiscíveis, como um temporizador em forma de ovo. Apesar de ser rudimentar, Craven verificou que tinha potencial e decidiu aperfeiçoá-la e transformá-la numa lâmpada. Montou um laboratório num pequeno celeiro onde misturou ingredientes em garrafas de diferentes formatos e tamanhos. Descobriu que um dos melhores recipientes era uma garrafa de Tree Top Orange Squash e a sua forma definiu a Lâmpada «Astro Baby» ou «Astro Mini», conforme era denominada na época.

## A Indústria da Lâmpada «Astro»
Craven e a sua esposa marjorie fundaram uma empresa para produzir as lâmpadas, denominando-a de Crestworth. Exercendo a sua atividade em pequenos edifícios de uma propriedade industrial situada em Poole, Dorset, a Crestworth forneceu lâmpadas ao mundo desde 1963, alterando o seu nome em 1992 para Mathmos. Foram um grande êxito comercial durante toda a década de 1960 e, no início da década de 1970, tornaram-se num símbolo do psicodélico. Craven referiu: «Se comprar a minha lâmpada não precisará de drogas... Penso que vai ser sempre popular. É como o ciclo da vida. Cresce, parte-se, cai e depois começa tudo de novo».
No final da década de 1970, as modas mudaram e as lâmpadas de lava ficaram fora de moda. Os Walkers mantiveram a empresa em funcionamento durante toda a década de 1980, mas de uma forma muito mais reduzida.

## Anos Mais Tarde
No início da década de 1990, um jovem casal começou a fabricar e a comercializar este produto com sucesso. Cressida Granger e David Mulley abordaram Craven e assumiram a gestão da empresa e, em 1992, alteraram a sua denominação para Mathmos. Inicialmente trabalhavam em parceria com Edward e Christine Craven Walker e a empresa chamava-se Crestworth Trading Ltd. Ao longo de alguns anos, foram adquirindo gradualmente os Walkers. Eles tinham os direitos de produção das Lâmpadas Astro e continuaram a fabricá-las no mesmo local, utilizando praticamente os mesmos funcionários, maquinaria e inclusivamente alguns dos componentes da década de 1960. Edward Craven Walker permaneceu na Mathmos como consultor até ao seu falecimento, ajudando particularmente a melhorar a fórmula das lâmpadas. A lâmpada Astro tem sido produzida de forma continua durante 50 anos, tendo sido de fabrico artesanal na Grã-Bretanha desde 1963 e ainda é atualmente fabricada pela Mathmos em Poole, Dorset. A fórmula da lâmpada de lava Mathmos, desenvolvida inicialmente por Craven-Walker na década de 1960 e posteriormente melhorada com a sua ajuda na década de 1990, ainda é utilizada. Edward Craven-Walker permaneceu como consultor e diretor da empresa Mathmos até à sua morte no ano 2000. A sua empresa de lâmpadas de lava Mathmos comemora em 2013 o seu 50.º aniversário.

## Naturismo
Walker era naturista, tendo criado o seu próprio campo em Matchams, Hampshire. Este tornou-se num dos maiores no Reino Unido. A paixão de Craven criou perturbação na sua esposa, tendo sido um dos motivos que o levou a divorciar-se de Marjorie, com quem teve 3 filhos. Craven casou-se 4 vezes. Craven tentou proibir o acesso a indivíduos obesos ao seu refúgio naturista, argumentando que a obesidade punha em causa ideais que se baseavam numa vida espiritual e física saudável.

## Trabalho Cinematográfico
Craven combinou o cinema com o naturismo. Nas décadas de 1950 e de 1960 a nudez no cinema eram um tabu, mas evitou a censura não revelando pelos púbicos. Como resultado, tornou-se num pioneiro neste género de filmes. Sob o pseudónimo Michael Keatering, Craven realizou o filme naturista Travelling Light (1959). Este foi o primeiro filme naturista a ser divulgado publicamente no Reino Unido. Descrito como um ballet subaquático, foi filmado na Córsega e lançado em 1960. Mais tarde, produziu Sunswept (1961) e Eves on Skis (1963).

## Morte
Perto do final da década de 1990, Craven travou uma batalha contra o cancro. Veio a falecer em Matchams Dorset e foi sepultado num pequeno cemitério situado em New Forest. Tinha 82 anos.